# Никудзяга

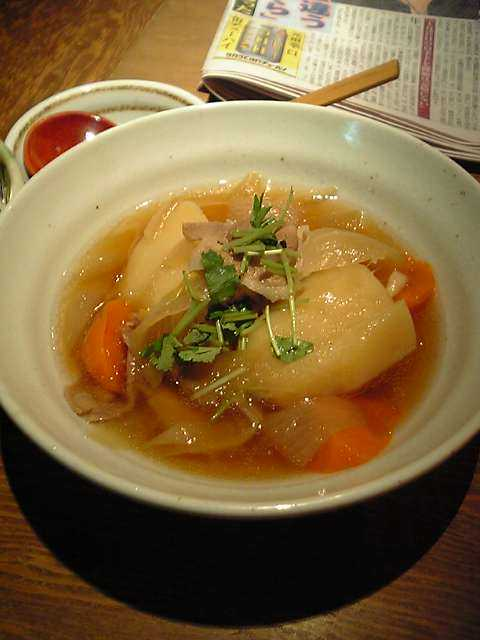

Никудзяга (яп. 肉じゃが) — блюдо японской кухни, представляющее собой мясо, тушённое вместе с картофелем и луком, приправленное сладким соевым соусом, иногда также с добавлением аморфофаллус коньяк и овощей. Основу блюда составляет картофель, тогда как мясо, обычно добавляемое в не очень большом количестве, служит в первую очередь для придания блюду вкуса и аромата. Его обычно варят до тех пор, пока большая часть жидкости не выкипит.  Наиболее распространённым мясом для никудзяга является тонко нарезанная говядина, хотя говяжий или иной фарш тоже периодически используется. В восточной Японии вместо говядины для приготовления блюда часто используется свинина. Никудзяга является традиционным «зимним» японским блюдом, часто приготавливаемым в домашних условиях и подаваемым вместе с миской белого риса и тарелкой супа мисосиру.
Считается, что блюдо было придумано шеф-поварами военно-морского флота Японии в конце XIX века; инициирование его создания приписывают Того Хэйхатиро, который повелел придумать альтернативу говяжьему рагу, которое было широко распространено в британском флоте. Существуют споры по поводу того, на какой именно из баз японского ВМФ было впервые приготовлено данное блюдо.